# Škofja Loka (gemeente)
Škofja Loka (Duits: Bischoflack en Bischofslack, tussen 1941–1945 Laak an der Zaier) is een gemeente in de Sloveense regio Gorenjska en telt ongeveer 22.000 inwoners.

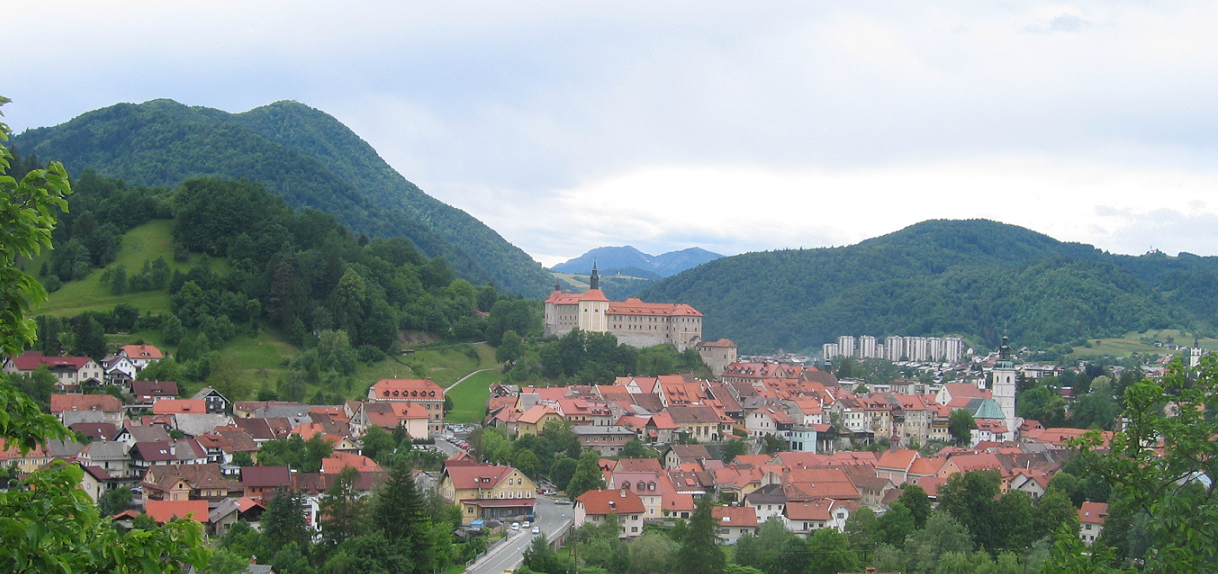
Zicht op Škofja Loka

## Plaatsen in de gemeente
Binkelj, Bodovlje, Bukov Vrh nad Visokim, Breznica pod Lubnikom, Brode, Bukovica, Bukovščica, Crngrob, Dorfarje, Draga, Florjan nad Zmincem, Forme, Gabrk, Gabrovo, Gabrška Gora, Godešič, Gorenja vas - Reteče, Gosteče, Grenc, Hosta, Knape, Kovski Vrh, Križna Gora, Lenart nad Lušo, Lipica, Log nad Škofjo Loko, Moškrin, Na Logu, Papirnica, Pevno, Podpulfrca, Pozirno, Praprotno, Pungert, Puštal, Reteče, Rovte v Selški dolini, Sopotnica, Spodnja Luša, Staniše, Stara Loka, Stirpnik, Strmica, Suha, Sv. Andrej, Sv. Barbara, Sv. Duh, Sv. Ožbolt, Sv. Petra Hrib, Ševlje, Škofja Loka, Sv. Tomaž, Trata, Trnje, Valterski Vrh, Vešter, Vincarje, Virlog, Virmaše, Visoko pri Poljanah, Zgornja Luša, Zminec
Bled · Bohinj · Cerklje na Gorenjskem · Gorenja vas-Poljane · Jesenice · Jezersko · Kranj · Kranjska Gora · Naklo · Preddvor · Radovljica · Šenčur · Škofja Loka · Tržič · Železniki · Žiri · Žirovnica
1. ↑  "Prebivalstvo po starosti in spolu, občine, Slovenija, polletno". Statistični urad Republike Slovenije. Geraadpleegd op 18 april 2021.